# Luzonomyza bakeri
Luzonomyza bakeri är en tvåvingeart som först beskrevs av Mario Bezzi 1913.  Luzonomyza bakeri ingår i släktet Luzonomyza och familjen lövflugor. Inga underarter finns listade i Catalogue of Life.